# توني وليامز (لاعب كرة قدم أمريكية)
توني وليامز (بالإنجليزية: Tony Williams)‏ هو لاعب كرة قدم أمريكية أمريكي، ولد في 9 يوليو 1975 في جيرمانتاون في الولايات المتحدة.

## وصلات خارجية
- توني وليامز على موقع مرجع كرة القدم المحترفة.كوم (الإنجليزية)